# Kenny G – Greatest Hits
Kenny G – Greatest Hits – album z największymi przebojami saksofonisty Kenny’ego G, wydany w 1997 roku. Uplasował się on na szczycie notowania Contemporary Jazz, na pozycji #15 listy R&B/Hip-Hop Albums, a także na miejscu #19 Billboard 200.

## Lista utworów
1. „Songbird” – 3:59
2. „Silhouette” – 4:30
3. „Forever in Love” – 4:57
4. „Everytime I Close My Eyes” – 4:58
5. „Sentimental” – 4:12
6. „The Moment” – 4:41
7. „How Could An Angel Break My Heart” – 4:20
8. „Loving You” – 3:19
9. „You Send Me” – 4:02
10. „Going Home” – 4:12
11. „Havana” – 7:20
12. „By the Time This Night is Over” – 4:20
13. „Baby G” – 3:24
14. „Don't Make Me Wait for Love” – 4:05
15. „Theme from Dying Young” – 4:00
16. „All the Way / One for My Baby (And One More for the Road)” – 6:08
17. „Innocence” – 3:59